# Freddie Spencer
Freddie Spencer, voluit "Frederick Burdette Spencer Junior" (Shreveport (Louisiana), 20 december 1961), bijgenaamd "Fast Freddie", is een Amerikaanse voormalig motorcoureur. Spencer wordt beschouwd als een van de beste motorcourers uit de vroege jaren 80. Hij begon al met racen toen hij 4 jaar oud was.

## Jeugd
Freddie Spencer werd geboren in Shreveport (Louisiana). Toen hij vier jaar oud was reed hij al dirttrackwedstrijden. In 1978 won hij de 250cc-klasse van de Nationale Jeugdkampioenschappen. In 1980 werd hij door de American Honda Motor Company gecontracteerd om in het AMA-Superbike-kampioenschap te starten. Hij won de race op het Road America-circuit en gaf Honda zijn eerste Superbike-overwinning. In hetzelfde jaar werd hij toegevoegd aan het Amerikaanse team dat deelnam aan de Transatlantic Trophy. Hier streden de beste Britse en Amerikaanse coureurs op 750cc-machines in zes races om het beste resultaat. Spencer won twee wedstrijden op Brands Hatch en versloeg daarbij de wereldkampioenen Barry Sheene en Kenny Roberts.

## Wereldkampioenschap wegrace

### 1980 (Privérijder)
In het seizoen 1980 debuteerde hij in het wereldkampioenschap wegrace, maar hij reed met een privé-Yamaha TZ 500 slechts een race: de Grand Prix van België, waar hij door een brandstofprobleem uitviel.

### 1981 (RSC)
In het seizoen 1981 trad Spencer toe tot het Racing Service Center (RSC), dat op dat moment nog werkte aan een spectaculair maar feitelijk al mislukt project: de viertakt-Honda NR 500. Takazumi Katayama was de eigenlijke coureur, maar hij boekte nauwelijks resultaten. Hij startte zelfs niet altijd omdat de Honda steeds terug naar Japan moest voor verbeteringen die geen resultaten opleverden. Tijdens de Britse Grand Prix kreeg Spencer de machine. Hij wist door te dringen tot de vijfde plaats in de race, maar viel uit door motorproblemen. Honda was intussen al begonnen aan de driecilindertweetakt-Honda NS 500 en trok de NR 500 voor de rest van het seizoen terug.

### 1982 (RSC/HRC[1])
In het seizoen 1982 werd de NR 500 officieel nog doorontwikkeld en moest Katayama hem in GP's inzetten, maar in werkelijkheid kregen Katayama, Spencer en Marco Lucchinelli de nieuwe NS 500 en reed alleen Ron Haslam de NR 500 nog sporadisch. Hoewel het nog niet leidde tot een wereldtitel, was de NS 500 meteen competitief. Spencer werd in de GP van Argentinië derde binnen 1,5 seconde van winnaar Kenny Roberts. In de GP van Spanje reed hij de machine naar poleposition, maar hij viel uit door een defecte ontsteking. In de GP des Nations werd hij tweede en reed hij de snelste ronde. In de Belgische Grand Prix scoorde Spencer zijn eerste overwinning, en de eerste 500cc-overwinning voor Honda sinds 30 september 1967 (Mike Hailwood, GP van Canada, Honda RC 181). Hij leidde de Joegoslavische Grand Prix tot zijn machine op twee cilinders ging lopen. In de Britse GP werd hij tweede en hij won ook de GP van San Marino, die hij van start tot finish leidde. In de GP van Duitsland stond hij op poleposition en reed hij ook de snelste ronde, maar hij werd uitgeschakeld toen Franco Uncini hem aanreed. Spencer brak hierbij een sleutelbeen. Hij sloot het seizoen af als derde in de eindstand.

### 1983 (HRC)
In het Seizoen 1983 was Spencer met zijn Honda NS 500 bijna niet te verslaan. Al in de GP van Zuid-Afrika startte hij van poleposition, reed hij de snelste ronde en won hij de race. In de Franse GP werden de NS 500's eerste (Spencer), tweede (Lucchinelli) en derde (Haslam). Spencer won de GP des Nations en werd vierde in de Duitse GP toen zijn machine vermogen verloor. Hij won vervolgens de Spaanse Grand Prix, viel door een vastloper uit in de GP van Oostenrijk maar won de Joegoslavische GP. In de TT van Assen had Takazumi Katayama een probleem. Hij reed achter Kenny Roberts op de tweede plaats, maar heel ver voor Spencer. Hij kon wachten om Spencer de tweede plaats te schenken, maar hij kon ook proberen te winnen. Dat lukte niet: hij finishte 0,19 seconde achter Roberts en Spencer werd slechts derde. Toen Spencer in de GP van België achter Roberts tweede werd, slonk zijn voorsprong in het WK tot slechts vijf punten en na de Britse GP zelfs tot twee. In de Zweedse Grand Prix won Spencer door Roberts in de laatste ronde het gras in te dwingen. Hij raakte zelf ook van de baan, maar won nipt. In de afsluitende GP van San Marino mocht Roberts winnen, als Spencer maar tweede werd en zo gebeurde het ook. Spencer werd voor het eerst wereldkampioen. 
| Freddie Spencer dankte zijn drie wereldtitels deels aan tuner Erv Kanemoto. Met hem werkte hij al in 1979 samen toen Kanemoto zijn motorfiets voor het AMA-kampioenschap opbouwde. Kanemoto had Spencer al in 1980 naar de Europese Grands Prix willen meenemen, maar Spencer wilde nog in de VS blijven. Toen Spencer in 1982 instapte in het wereldkampioenschap wegrace had Kanemoto een contract bij Honda en verzorgde hij opnieuw Spencer's motoren. Het leverde drie wereldtitels op, hoewel Kanemoto in 1985 niet zozeer tuner was, maar vooral teammanager. |

### 1984 (HRC)
In het seizoen 1984 kende Freddie Spencer met veel tegenslag. Nadat hij de snelste trainingstijd had gereden in de GP van Zuid-Afrika raakte hij geblesseerd nadat de spaken uit zijn carbonfiber achterwiel braken. Tijdens de onbelangrijke Transatlantic Trophy viel hij tijdens de vijfde race terwijl hij een grote voorsprong had en raakte hij opnieuw geblesseerd. En dat terwijl hij de enige coureur was die werd voorzien van de nieuwe viercilinder Honda NSR 500. Hij won de GP des Nations, maar miste de Spaanse GP na zijn val in de Transatlantic Trophy. Hoewel hij in de GP van Oostenrijk nog niet fit was, finishte hij als tweede. Hij won de GP van Duitsland met de driecilinder Honda NS 500. Die machine was uit de werkplaats in Aalst gehaald omdat de NSR 500 voor onderzoek terug naar Japan was gestuurd. Met de NSR 500 was hij in de Franse GP weer onverslaanbaar. Teamgenoot Randy Mamola probeerde de machine in de trainingen ook uit, maar hij was drie seconden langzamer dan Spencer en met zijn eigen NS 500 sneller dan met de NSR. Spencer klom naar de tweede plaats in het kampioenschap, maar had al 24 punten achterstand op Eddie Lawson. Op het gladde asfalt van het Automotodrom Grobnik (Joegoslavië) hadden de viercilinders het moeilijk, maar de Honda-rijders profiteerden van hun Michelin-banden, die hier beter waren dan de Dunlops van Yamaha. Spencer won en Lawson werd slechts vierde, waardoor het puntenverschil werd teruggebracht tot 17. In de TT van Assen viel Spencer uit door een gebroken borgveertje van een bougiekap. Lawson liep weer verder uit en Spencer's teamgenoot Mamola naderde Spencer tot op drie punten. Tegen de zin van het Honda-team koos Spencer in de GP van België weer voor de NS 500, waarmee hij de race ook won. Hij viel tijdens een race in Laguna Seca. Daarbij brak hij een sleutelbeen en was zijn seizoen ten einde. De NSR 500 ging naar Randy Mamola, die nog twee GP's won en Spencer in het kampioenschap voorbij ging. Dat deed Raymond Roche ook en Spencer sloot het seizoen als vierde af. Hij won in dit jaar ook de Daytona 200.

### 1985 (Rothmans-HRC)
In het seizoen 1985 liet HRC zich voor het eerst sponsoren, door sigarettenfabrikant Rothmans International. Het breidde zijn activiteiten dan ook uit naar de 250cc-klasse. Daarvoor werd de Honda RS 250 R ontwikkeld, eigenlijk bedoeld als productieracer. Deze machine kwam ter beschikking van Fausto Ricci, Dominique Sarron, Patrick Igoa en Toni Mang. Mang had echter een persoonlijk contract met concurrent Marlboro. Freddie Spencer startte echter ook in de 250cc-klasse, maar hij kreeg als enige de doorontwikkelde Honda RS 250 R-W, feitelijk een "halve" NSR 500.
Spencer had zo veel vertrouwen in zijn RS 250 R-W, dat hij tijdens de GP van Zuid-Afrika al plande om een gat te slaan om daarna zijn krachten te sparen voor de 500cc-race. Dit plan lukte, hij won met zeven seconden voorsprong op Toni Mang. Toen hij de 500cc-overwinning aan Eddie Lawson moest laten, dachten veel kenners dat de 250cc-race te veel van zijn krachten had gevergd. Spencer weet het echter aan de ijle lucht in Kyalami. Hij won de 500cc-race in de GP van Spanje en leidde vervolgens de 250cc-race. Hij viel terug door een gat in zijn uitlaat en werd negende. In de (natte) 500cc-race in de Duitse GP werd Spencer slechts tweede achter Christian Sarron, een erkend regenrijder die na een slechte start het hele veld passeerde. In de 250cc-race startte Spencer juist slecht. Hij reed ook een inhaalrace, maar na enkele glijpartijen besloot hij Martin Wimmer te laten gaan. Hij werd ook hier tweede. In de GP des Nations won hij de 500cc-race met overmacht, zodanig dat hij het in het laatste deel rustig aan kon doen om krachten te sparen voor de 250cc-race. Ook nu startte hij slecht, maar hij won de race alsnog. Voor het eerst stond hij nu in beide klassen aan het hoofd van de ranglijst. Op papier was Spencer in de GP van Oostenrijk niet te verslaan. Beide klassen gewonnen met de snelste ronde en vanaf poleposition. Zo was het echter niet: de 500cc-race werd door regen verreden over twee manches. Spencer won de eerste, maar Eddie Lawson de tweede. Toen de tijden werden opgeteld had Spencer met 0,03 seconde gewonnen. Tijdens de GP van Joegoslavië won hij de 250cc-race met gemak, maar tijdens de 500cc-race maakte hij een fout. Hij raakte een strobaal waarbij hij een dijbeenspier blesseerde. Hij werd nog tweede, maar winnaar Lawson bracht het verschil terug tot zeven punten. Tijdens de TT van Assen was hij nog niet helemaal fit, maar hij won toch de 250cc-race. In de 500cc-race werd hij onderuit gereden door de vallende Christian Sarron, waardoor hij de finish niet haalde. Lawson viel echter ook, waardoor de stand in het kampioenschap niet veranderde. In de Belgische Grand Prix waren de meeste wedstrijden er saai en dat gold ook voor de 250- en de 500cc-race, die Spencer zonder tegenstand won. Ook in de Franse GP was er weinig spanning. Voor de vierde keer won Spencer beide races, maar concurrent Lawson werd slechts vierde in de 500cc-race. De Britse GP was zo nat, dat de zijspanklasse weigerde te starten. In de 250cc-race deed Spencer het rustig aan. Hij hoefde slechts vierde te worden de wereldtitel veilig te stellen en dat deed hij ook. In de 500cc-race was hij twee seconden per ronde sneller dan de rest. Hij bouwde een grote voorsprong op, die hij later weer terug liet lopen door rustiger te rijden. Hij hoefde in de komende twee GP's nog slechts 10 punten te scoren voor de wereldtitel. Honda liet Spencer niet starten in de 250cc-race van de GP van Zweden, uit angst voor blessures. Spencer had in de 500cc-race aan de derde plaats voldoende om wereldkampioen te worden, maar hij deed het in stijl: poleposition, snelste ronde en winnen met een halve minuut voorsprong. Niemand kon vermoeden dat dit de laatste GP-overwinning van zijn carrière zou zijn. Hij brak een duim bij een fitnessoefening en kwam niet naar de GP van San Marino.

### 1986 (Rothmans-HRC)
Spencer miste door ziekte al enkele races in het voorseizoen, waaronder de Daytona 200, maar ook de voorjaartraining van de GP's. Toen hij al in de eerste race van het seizoen 1986, de Spaanse GP in de vijftiende ronde de pit inreed omdat hij geen gevoel meer had in zijn rechterhand, was dat het begin van het einde van zijn carrière. Een peesschedeontsteking hield hem een groot deel van het seizoen aan de kant. Soms kwam hij wel naar het circuit, maar hij startte pas weer in de GP van Oostenrijk. Hij moest een pitstop maken om een reparatie te laten uitvoeren en finishte met een ronde achterstand als zestiende.

### 1987 (HRC)
Voor het seizoen 1987 zag sponsor Rothmans van Spencer's diensten af, maar HRC behield het vertrouwen en zorgde voor twee NSR-fabrieksracers met een team van monteurs. Spencer werd echter door pech achtervolgd. Hij brak tijdens de Daytona 200 een sleutelbeen, wat hem belette te starten in de GP van Japan en de GP van Spanje. Al tijdens de trainingen van de GP van Duitsland raakte Spencer met zijn knie een curbstone, waarbij een kniebeschermer stuk ging. Een deel ervan boorde zich in zijn knie en Spencer moest zich in het ziekenhuis laten behandelen. Zijn knie werd in het gips gezet omdat ook de kniebanden beschadigd waren. Daardoor startte hij niet in de GP des Nations en de GP van Oostenrijk. Tijdens de trainingen van de GP van Joegoslavië reed hij de vierde trainingstijd, maar brak hij opnieuw een sleutelbeen. Hij was door gebrek aan training minstens 10 kilo te zwaar geworden. Het kostte hem de deelname aan de TT van Assen en de GP van Frankrijk. Tijdens de Britse Grand Prix bleek dat Spencer het nog niet verleerd was. Hij leidde de race, maar moest opgeven door een blokkerende achterrem. In de Zweedse GP trainde hij als derde, maar hij miste de start en moest een inhaalrace rijden. Hij werd nog zevende en scoorde voor het eerst punten sinds hij dezelfde race twee jaar eerder gewonnen had. In de GP van Tsjecho-Slowakije trainde hij als vierde, maar pech bleef hem achtervolgen. Hij verloor een contactlens en finishte als elfde. In de GP van San Marino kwam hij ten val. Hij raakte daarbij bewusteloos en startte op doktersadvies (hersenschudding) niet in de GP van Portugal. Door de hersenschudding zag hij nog steeds slecht tijdens de trainingen van de GP van Brazilië. Hij sperde zijn ogen zo ver open dat hij steeds zijn contactlenzen verloor en zag af van een start. Met slechts vier punten sloot hij het seizoen af als twintigste.
Toch kreeg Spencer ook voor het seizoen 1988 weer een contract aangeboden, zelfs weer met sponsoring van Rothmans. In februari maakte hij echter bekend te stoppen met racen.

### 1989 (Marlboro-Agostini)
Voor het seizoen 1989 kreeg Spencer een contract bij het Marlboro-Yamaha-team van Giacomo Agostini. Voor Agostini was dit een noodgreep: hij was Eddie Lawson kwijtgeraakt aan Honda en Didier de Radiguès aan Aprilia. Hij contracteerde naast Spencer ook Niall Mackenzie. Hoewel Spencer zich in de GP van Japan slechts als negende kwalificeerde, zat hij in de race voorin tot zijn motor begon in te houden. Hij werd slechts veertiende. In de GP van Australië kwam hij ten val door een vastloper. Tijdens de trainingen voor de GP van de USA kwamen er weer gezondheidsproblemen. Spencer had hoofdpijn, die hij weet aan zijn val in Australië, maar later bleek het een middenoorontsteking, waardoor hij niet kon starten. In de GP van Spanje werd hij vijfde, maar teamgenoot Mackenzie werd derde. In de GP van Duitsland werd hij negende door een brandstoftekort, maar Mackenzie brak bij een val een knieschijf. Ook in de GP van Oostenrijk werd Spencer negende. Tijdens de GP van Joegoslavië kwam het tot spanningen tussen Spencer en Agostini. Spencer zette zijn Yamaha tegen de vangrail vanwege carburatieproblemen, maar Agostini dacht aan motivatieproblemen. Agostini, die ook Mackenzie moest missen, deed Wayne Rainey en Wayne Gardner zelfs nog een aanbod voor de tweede helft van het seizoen. Tijdens de TT van Assen werd Spencer dertiende na problemen met vastlopers. Agostini liet zich nu ineens weer lovend uit over Spencer. Tijdens een persconferentie zei hij dat hij overwoog diens contract te verlengen. In de GP van België werd Spencer negende voor de herstelde Mackenzie. In de GP van Frankrijk ging het weer mis: Spencer gaf op wegens maagklachten en Agostini eiste een briefje van dokter Claudio Costa. Spencer ging echter niet naar de dokter. Daarna werd Spencer feitelijk ontslagen. Hij werd per race betaald, maar Agostini besloot hem voor de resterende races te betalen als hij maar thuis bleef. Hij zette Luca Cadalora op zijn machine.

### 1993 (Yamaha Motor France)
IN het seizoen 1993 reed hij nog enkele GP's voor Yamaha Motor France. Hij scoorde alleen enkele punten in de GP van Italië, waar hij als veertiende finishte.

## Latere carrière
Begin jaren negentig ging Spencer weer in het AMA-kampioenschap rijden. In 1991 werd hij daarin achtste en in 1992 zevende met een Two Brothers Racing Honda. In 1995 reed hij de Fast by Ferraci-Ducati naar de negende plaats.

### Rijschool
Een aantal jaren had Spencer een motorrijschool, Freddie Spencer's High Performance Riding School in Las Vegas (Nevada). Toen die in 2008 sloot, zette medewerker Nick Ienatsch haar voort als "Yamaha Champions Riding School".
Later woonde Spencer in Londen en werd hij commentator bij motorsportwedstrijden.

## Afbeeldingen

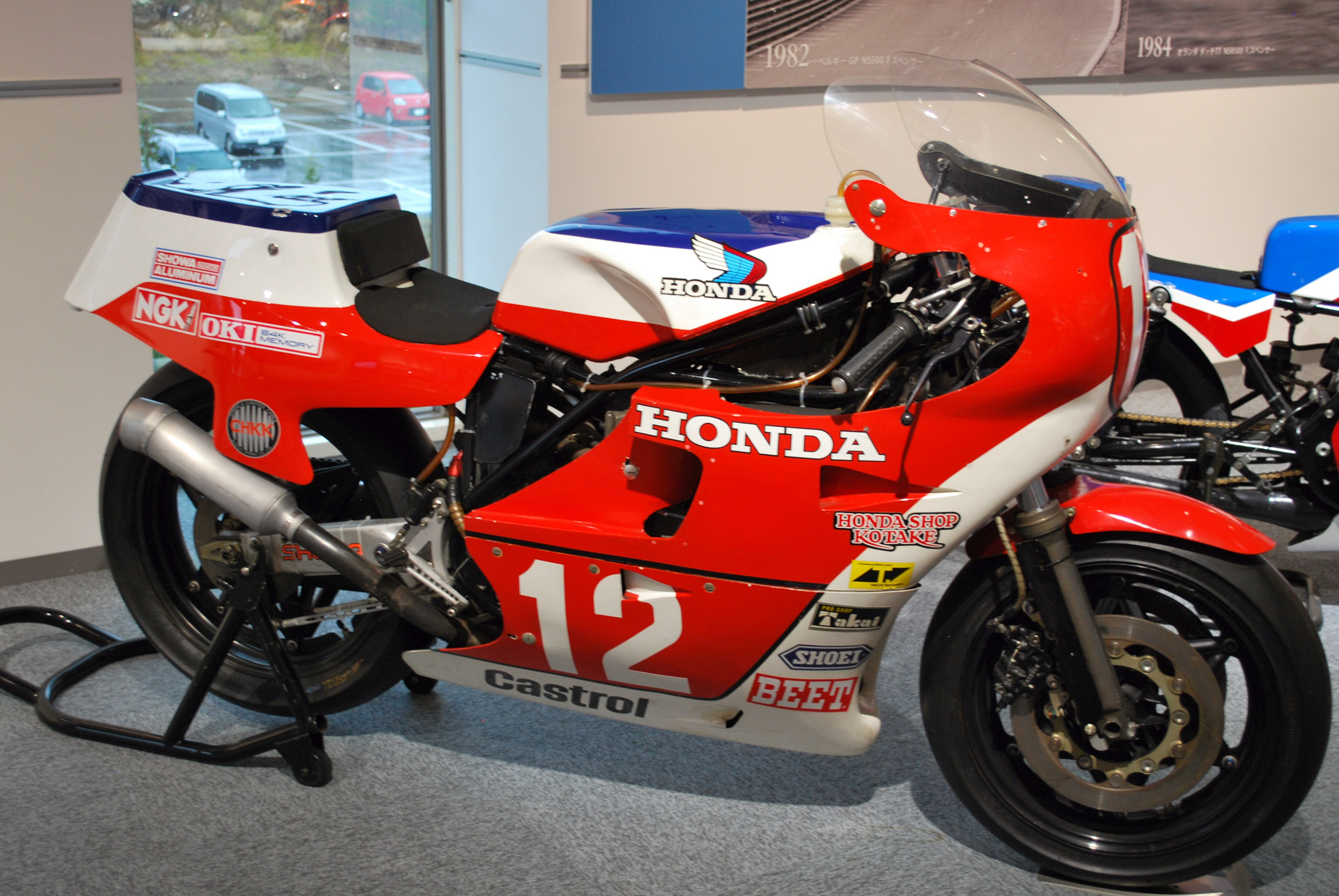
Honda NR 500 uit 1982
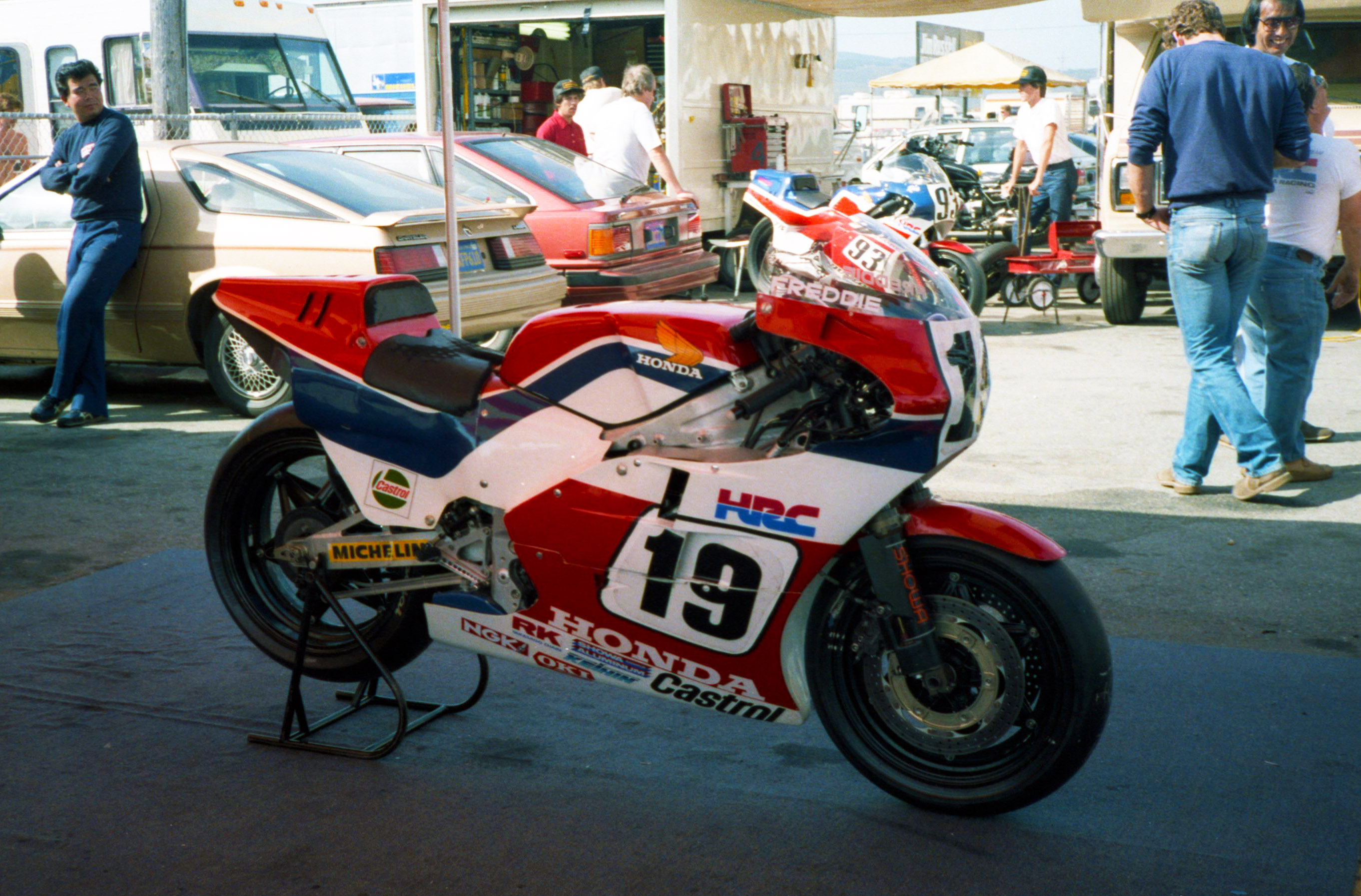
Spencer's Honda NSR 500 uit 1984
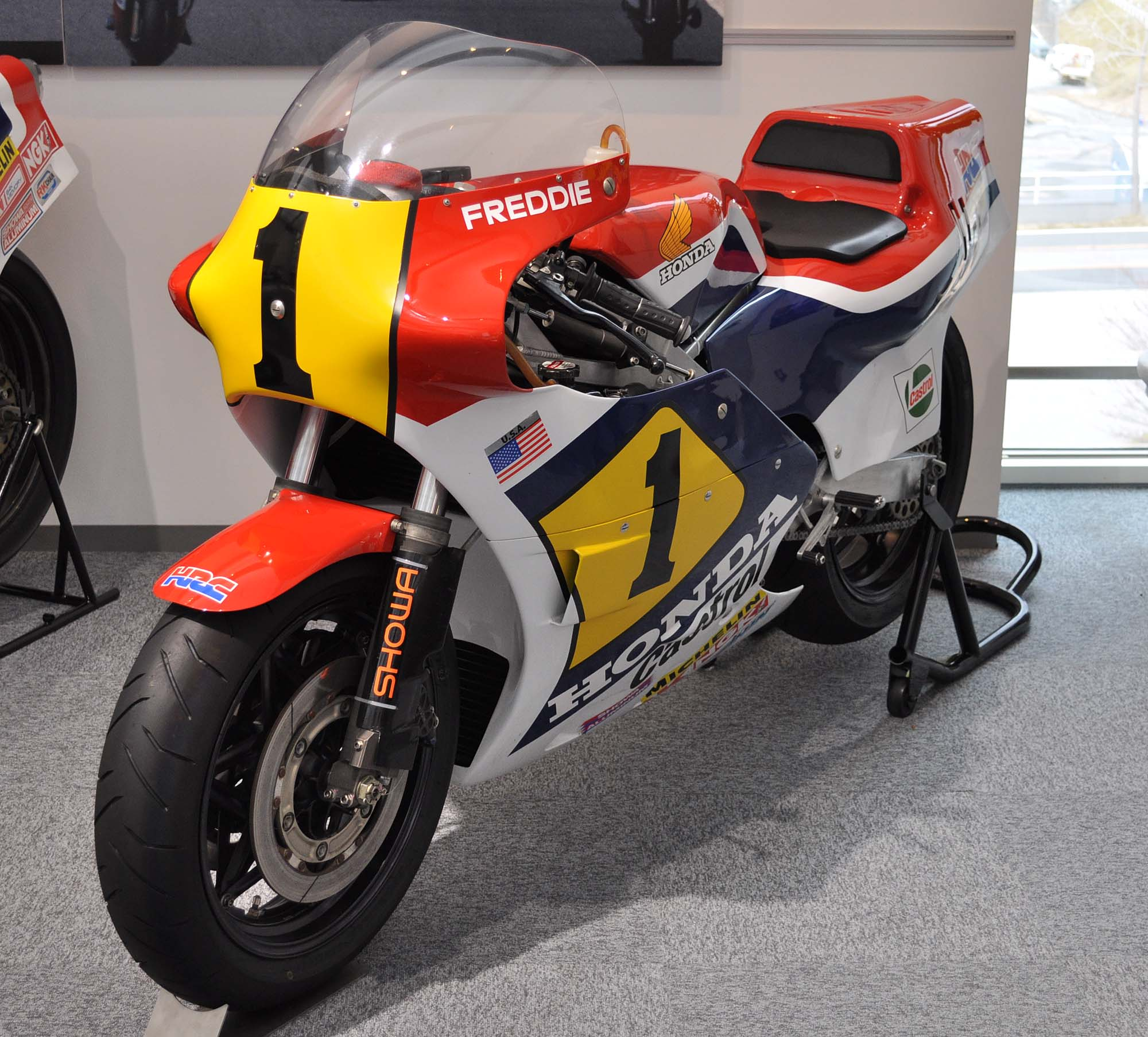
Spencer's Honda NS 500 uit 1984
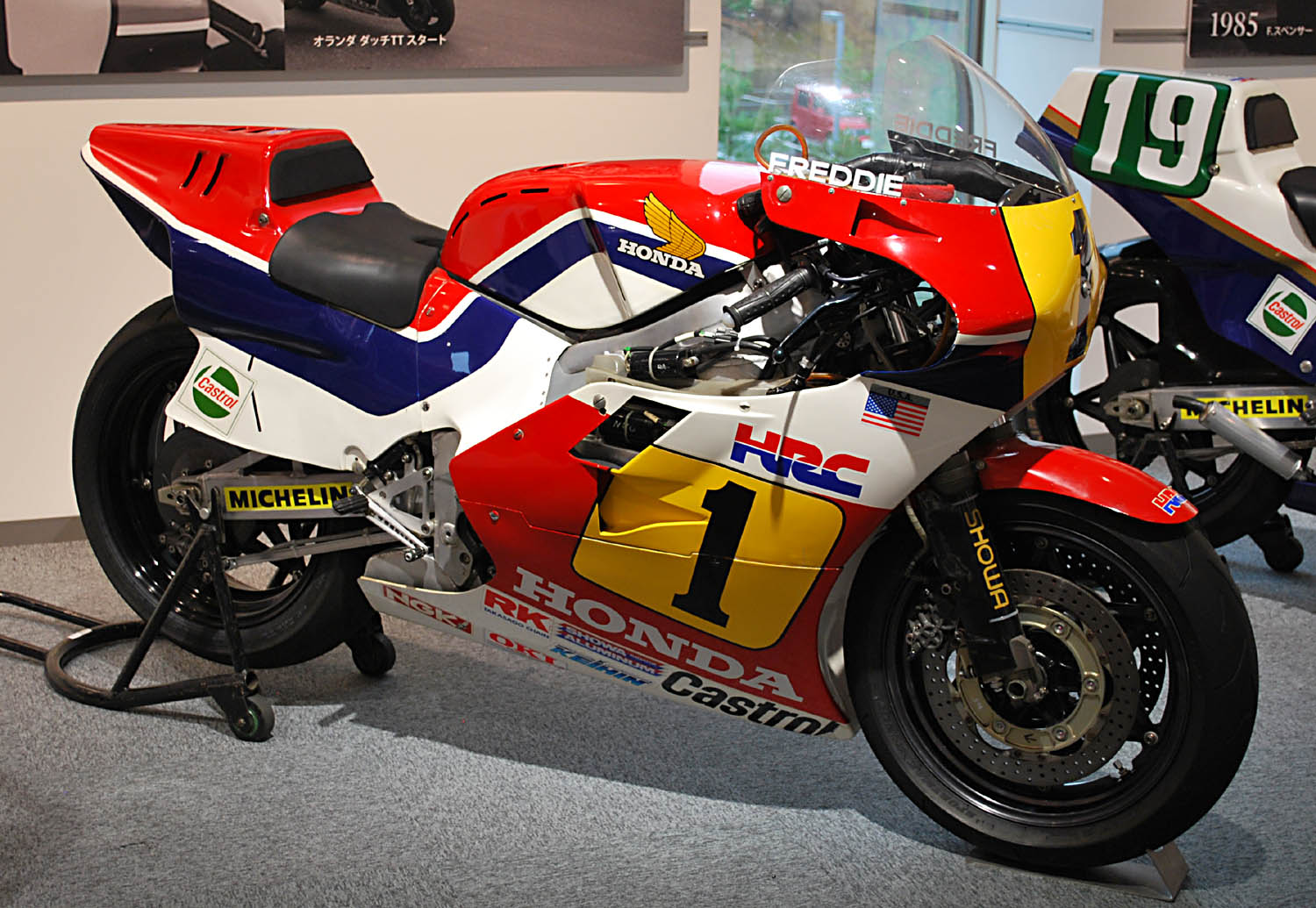
Spencer's Honda NSR 500 uit 1984
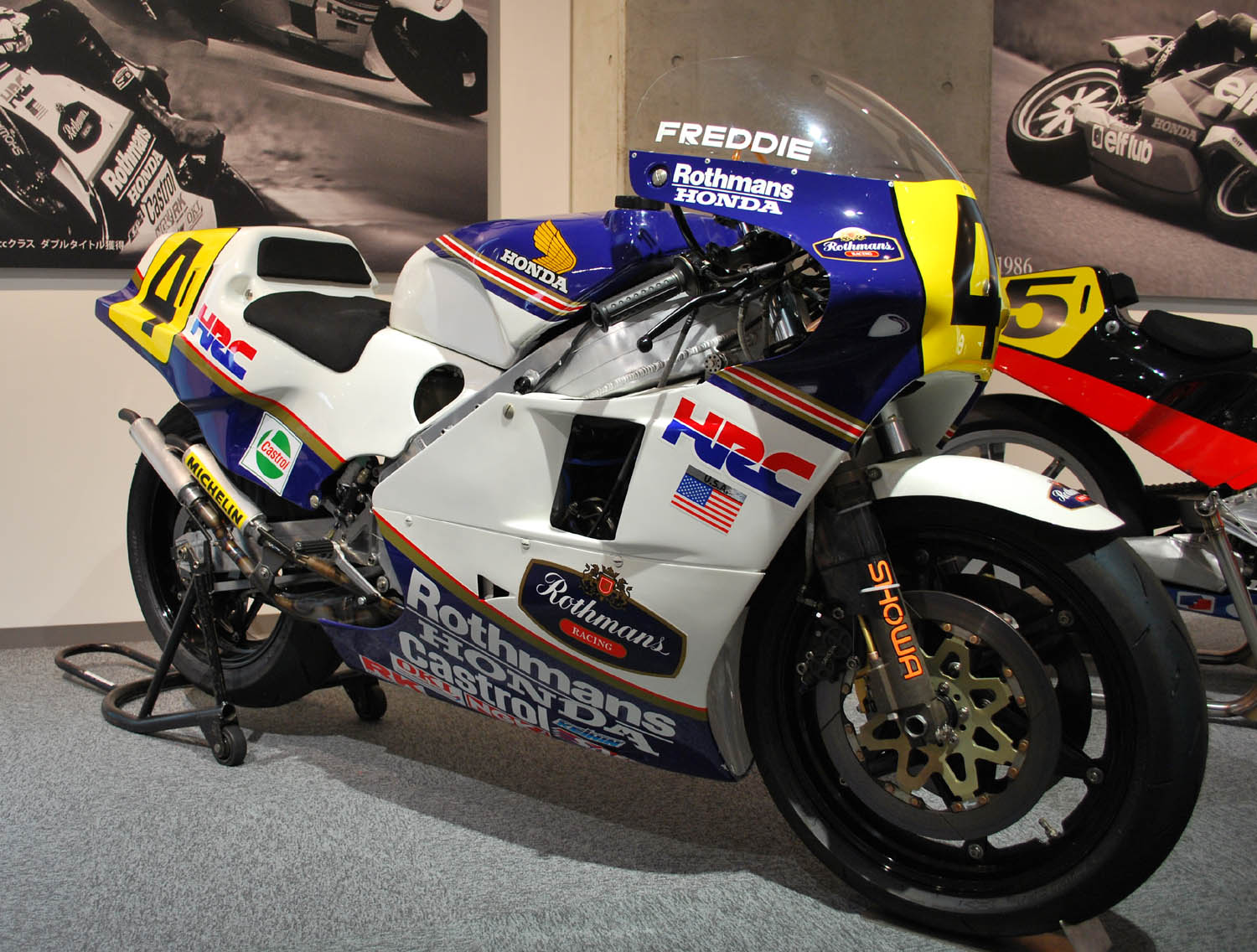
Spencer's Honda NSR 500 uit 1985
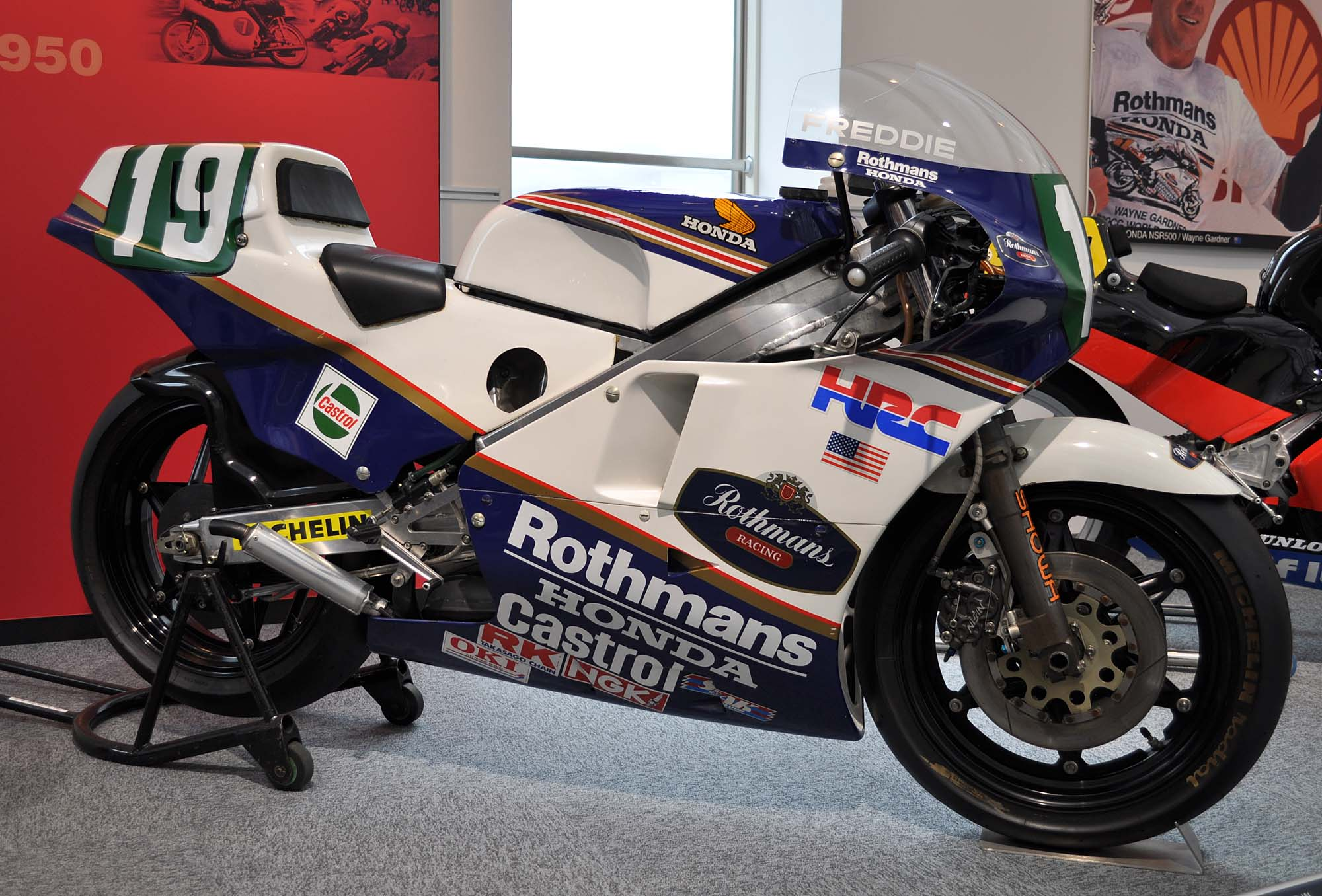
Spencer's Honda RS 250 R-W uit 1985
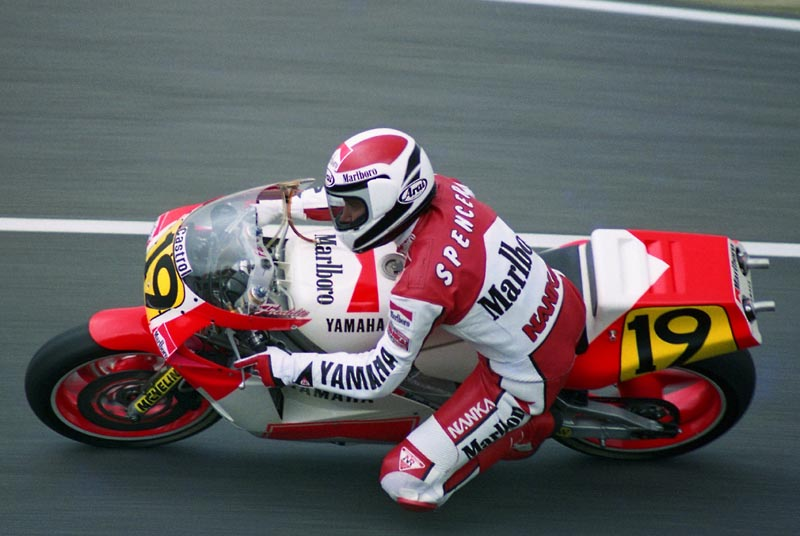
GP van Japan 1989
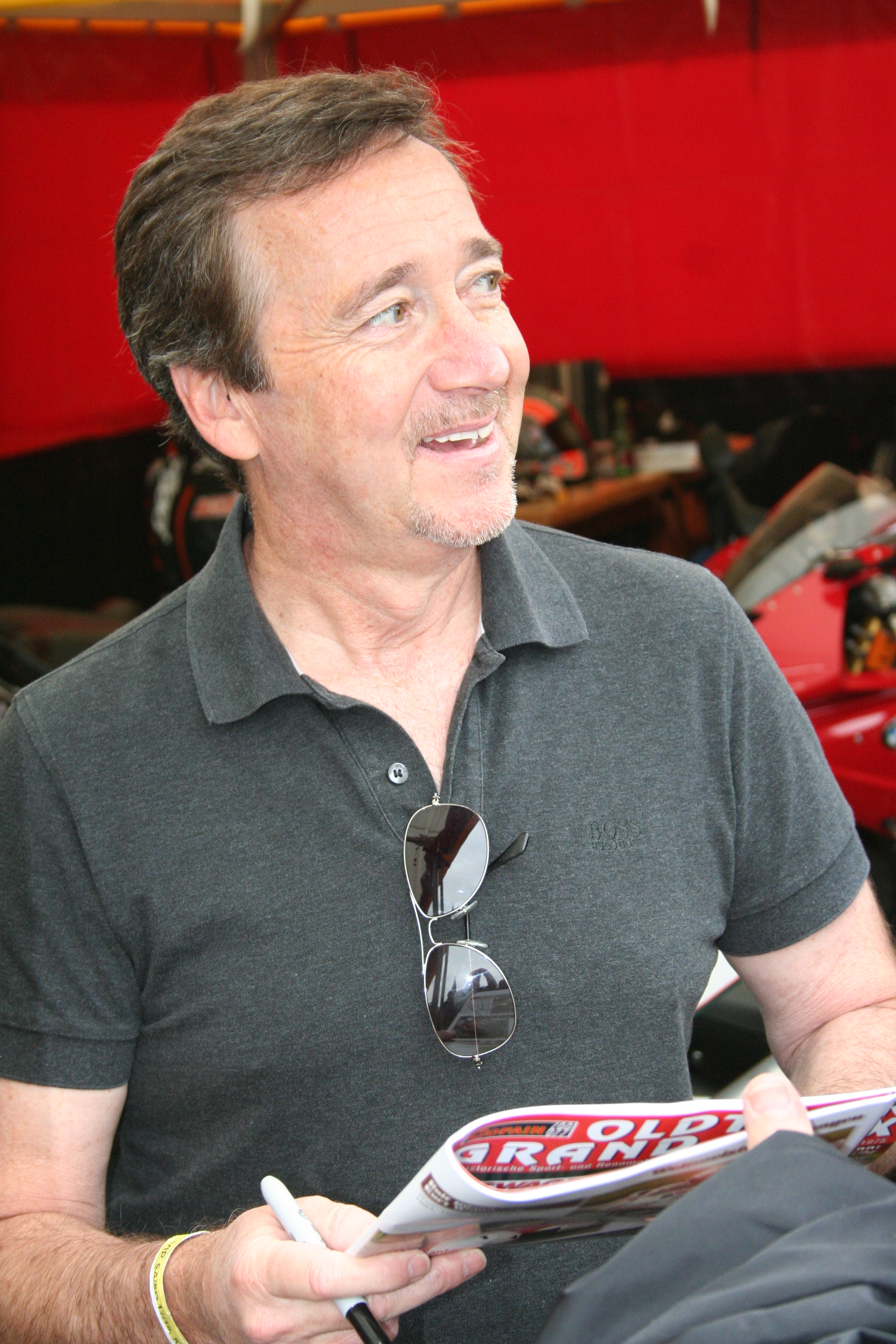
Freddie Spencer in 2016

## Wereldkampioenschap wegrace resultaten
|         | 1e | 2e | 3e | 4e | 5e | 6e | 7e | 8e | 9e | 10e |
| Punten: | 15 | 12 | 10 | 8  | 6  | 5  | 4  | 3  | 2  | 1   |

|         | 1e | 2e | 3e | 4e | 5e | 6e | 7e | 8e | 9e | 10e | 11e | 12e | 13e | 14e | 15e |
| Punten: | 20 | 17 | 15 | 13 | 11 | 10 | 9  | 8  | 7  | 6   | 5   | 4   | 3   | 2   | 1   |

|         | 1e | 2e | 3e | 4e | 5e | 6e | 7e | 8e | 9e | 10e |
| Punten: | 20 | 15 | 12 | 10 | 8  | 6  | 4  | 3  | 2  | 1   |

|         | 1e | 2e | 3e | 4e | 5e | 6e | 7e | 8e | 9e | 10e | 11e | 12e | 13e | 14e | 15e |
| Punten: | 25 | 20 | 16 | 14 | 11 | 10 | 9  | 8  | 7  | 6   | 5   | 4   | 3   | 2   | 1   |

(Races in vet zijn polepositions; races in cursief geven de snelste ronde aan)
| Jaar | Klasse | Team                | Motorfiets       | 1       | 2       | 3       | 4       | 5       | 6       | 7       | 8       | 9       | 10      | 11      | 12      | 13      | 14      | 15      | Punten | Plaats | Winst |                                                   | Wereldkampioen |
| ---- | ------ | ------------------- | ---------------- | ------- | ------- | ------- | ------- | ------- | ------- | ------- | ------- | ------- | ------- | ------- | ------- | ------- | ------- | ------- | ------ | ------ | ----- | ------------------------------------------------- | -------------- |
| 1980 | 500 cc | Privé               | Yamaha TZ 500    | NAT -   | SPA -   | FRA -   |         | NED -   | BEL DNF | FIN -   | GBR -   |         | DUI -   |         |         |         |         |         | 0      | -      | 0     | Kenny Roberts, Yamaha TZ 500                      |                |
| 1981 | 500 cc | RSC                 | Honda NR 500     |         | OOS -   | DUI -   | NAT -   | FRA -   |         | JOE -   | NED -   | BEL -   | SMR -   | GBR DNF | FIN -   | ZWE -   |         |         | 0      | -      | 0     | Marco Lucchinelli, Suzuki RG 500                  |                |
| 1982 | 500 cc | RSC                 | Honda NS 500     | ARG 3   | OOS DNF | FRA DNS | SPA DNF | NAT 2   | NED DNF | BEL 1   | JOE 4   | GBR 2   | ZWE DNF |         |         | SMR 1   |         |         | 68     | 3e     | 2     | Franco Uncini, Gallina-Suzuki RG 500              |                |
| 1982 | 500 cc | HRC                 | Honda NS 500     |         |         |         |         |         |         |         |         |         |         |         |         |         | DUI DNF |         | 68     | 3e     | 2     | Franco Uncini, Gallina-Suzuki RG 500              |                |
| 1983 | 500 cc | HRC                 | Honda NS 500     | ZAF 1   | FRA 1   | NAT 1   | DUI 4   | SPA 1   | OOS DNF | JOE 1   | NED 3   | BEL 2   | GBR 2   | ZWE 1   | SMR 2   |         |         |         | 144    | 1e     | 6     | Freddie Spencer, HRC-Honda NS 500                 |                |
| 1984 | 500 cc | HRC                 | Honda NSR 500    | ZAF DNS | NAT 1   | SPA DNS | OOS 2   |         | FRA 1   | JOE 1   | NED DNF |         | GBR DNS | ZWE DNS | SMR DNS |         |         |         | 87     | 4e     | 5     | Eddie Lawson, Marlboro-Yamaha YZR 500             |                |
| 1984 | 500 cc | HRC                 | Honda NS 500     |         |         |         |         | DUI 1   |         |         |         | BEL 1   |         |         |         |         |         |         | 87     | 4e     | 5     | Eddie Lawson, Marlboro-Yamaha YZR 500             |                |
| 1985 | 250 cc | Rothmans-HRC        | Honda RS 250 R-W | ZAF 1   | SPA 9   | DUI 2   | NAT 1   | OOS 1   | JOE 1   | NED 1   | BEL 1   | FRA 1   | GBR 4   | ZWE DNS | SMR DNS |         |         |         | 127    | 1e     | 7     | Freddie Spencer, Rothmans-HRC-Honda RS 250 R-W    |                |
| 1985 | 500 cc | Rothmans-HRC        | Honda NSR 500    | ZAF 2   | SPA 1   | DUI 2   | NAT 1   | OOS 1   | JOE 2   | NED DNF | BEL 1   | FRA 1   | GBR 1   | ZWE 1   | SMR DNS |         |         |         | 181    | 1e     | 2     | Freddie Spencer, Rothmans-HRC-Honda NSR 500       |                |
| 1986 | 500 cc | Rothmans-HRC        | Honda NSR 500    | SPA DNF | NAT DNS | DUI DNS | OOS 16  | JOE DNS | NED DNS | BEL DNS | FRA DNS | GBR DNS | ZWE DNS | SMR DNS |         |         |         |         | 0      | -      | 0     | Eddie Lawson, Marlboro-Agostini-Yamaha YZR 500    |                |
| 1987 | 500 cc | HRC                 | Honda NSR 500    | JAP DNS | SPA DNS | DUI DNS | NAT DNS | OOS DNS | JOE DNS | NED DNS | FRA DNS | GBR DNF | ZWE 7   | TSL 11  | SMR DNF | POR DNS | BRA DNS | ARG DNS | 4      | 20e    | 0     | Wayne Gardner, Rothmans-HRC-Honda NSR 500         |                |
| 1989 | 500 cc | Marlboro-Agostini   | Yamaha YZR 500   | JAP 14  | AUS DNF | VST DNS | SPA 5   | NAT DNF | DUI 9   | OOS 9   | JOE DNF | NED 13  | BEL 9   | FRA DNF | GBR DNS | ZWE DNS | TSL DNS | BRA DNS | 33½    | 16e    | 0     | Eddie Lawson, Kanemoto-Rothmans-HRC-Honda NSR 500 |                |
| 1993 | 500 cc | Yamaha Motor France | Yamaha YZR 500   | AUS DNF | MAL -   | JAP DNS | SPA -   | OOS -   | DUI -   | NED -   | EUR -   | SMR -   | GBR -   | TSL DNF | ITA 14  | VST DNS | FIM -   |         | 2      | 37e    | 0     | Kevin Schwantz, Lucky Strike Suzuki RGV 500 Gamma |                |

## Trivia

### Bijnamen
Spencer's meest bekende bijnaam was "Fast Freddie", maar toen hij in 1987 bij gebrek aan training steeds dikker werd, werd hij ook wel "Fat Freddie" genoemd en toen duidelijk werd dat zijn carrière in het slop zat werd het "Past Freddie". 